# Wei Xiaoyuan
Wei Xiaoyuan (en chino: 韦筱圆; 25 de agosto de 2004) es una deportista china que compite en gimnasia artística. Ganó dos medallas de oro en el Campeonato Mundial de Gimnasia Artística, en los años 2021 y 2022, ambas en la prueba de barras asimétricas.

## Palmarés internacional
| Campeonato Mundial | Campeonato Mundial      | Campeonato Mundial | Campeonato Mundial |
| Año                | Lugar                   | Medalla            | Prueba             |
| ------------------ | ----------------------- | ------------------ | ------------------ |
| 2021               | Kitakyushu (Japón)      | Medalla de oro     | Barras asimétricas |
| 2022               | Liverpool (Reino Unido) | Medalla de oro     | Barras asimétricas |